# Bloqueio anglo-francês do Rio da Prata
O bloqueio anglo-francês do Río de la Plata, também conhecido como Guerra do Paraná, era uma barreira de cinco anos de duração do bloqueio naval imposto por França e Grã-Bretanha na Confederação Argentina governada por Juan Manuel de Rosas. Ela foi imposta em 1845 para apoiar o Partido Colorado em a Guerra Grande e fechou Buenos Aires para o comércio naval. A marinha anglo-francesa rebelaram nas águas internas da Argentina, a fim de vender os seus produtos, como Rosas manteve uma política protecionista para melhorar a economia argentina que estava lenta. Eventualmente, tanto a Grã-Bretanha e a França cedeu, assinando tratados em 1849 (Grã-Bretanha) e 1850 (França) reconhecendo a soberania argentina sobre seus rios.